# Rafael Arango y Núñez del Castillo

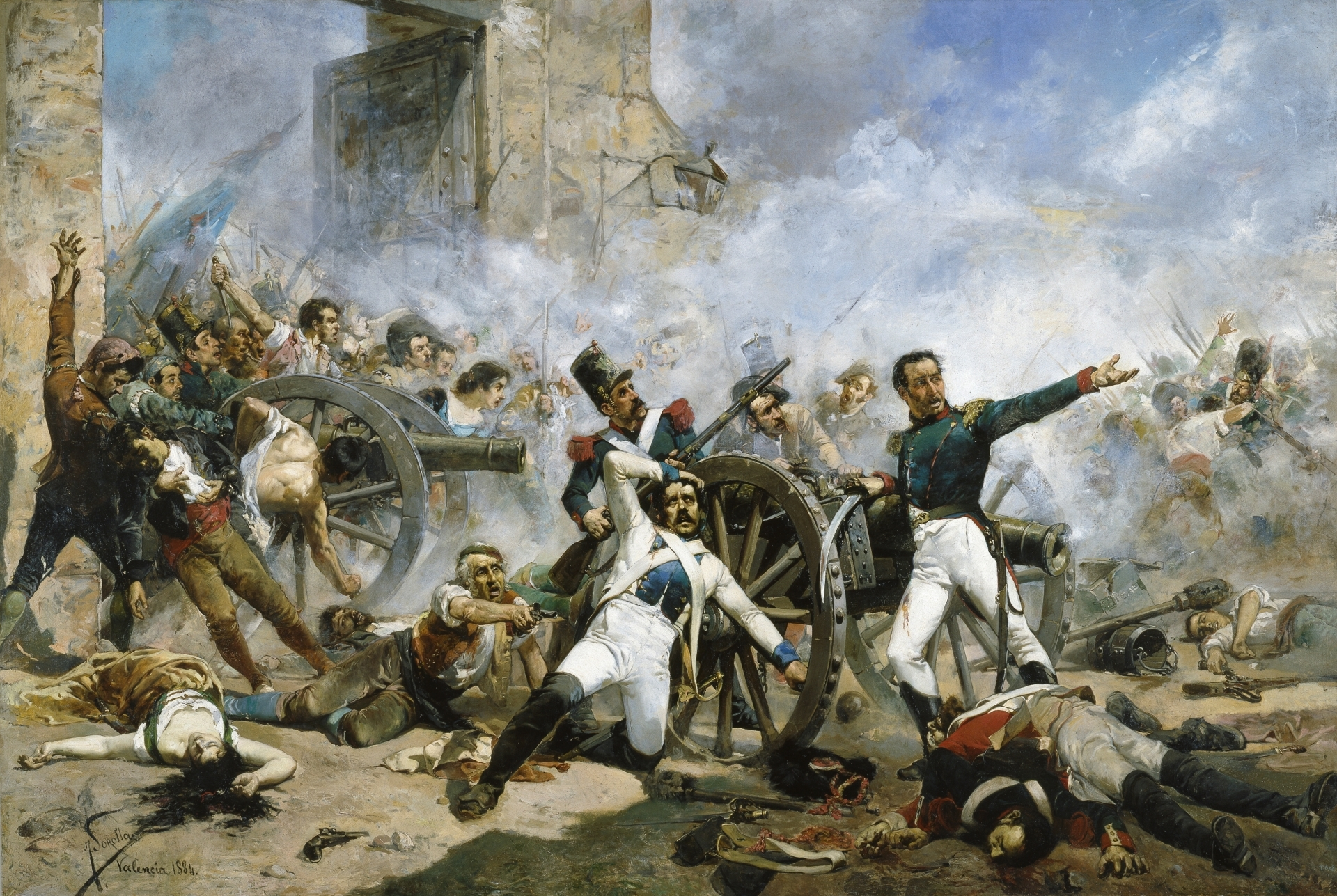
2 de Maig, quadre de Joaquim Sorolla, en aquest fet i va intervenir Rafael Arango y Núñez del Castillo

Rafael Arango y Núñez del Castillo (L'Havana, Cuba, 1788 - L'Havana, Cuba, 6 de novembre, 1850), com el seus germans José (1780-1851) i Andrés (1783-1865), va ser un militar espanyol.
Va abraçar molt jove la carrera militar, entrant el 1799 de cadet a les milícies disciplinàries de l'Havana i després al regiment d'infanteria de Granada, on va aconseguir la feina de subtinent, ingressant després a artilleria, de l'arma de la qual va ser nomenat tinent el 1805.
Havent-se embarcat per a l'Havana, va caure presoner dels anglesos, i va ser bes-canviat a la Corunya. dirigint-se a l'abril de 1908 a Madrid per reunir-se amb el seu germà Josep, i en notar el desassossec que hi regnava, precursor del trencament amb els francesos, va sol·licitar un lloc entre els seus companys, rebent el nomenament d'ajudant del Parc d'Artilleria. Va ser el primer a acudir a aquest punt a l'Aixecament del dos de maig, i juntament amb Daoiz i Velarde va distribuir armes al poble, batent-se heroicament durant tot el dia; Daoiz va expirar als seus braços.
Es dirigí després a Sevilla, on es va incorporar a l'exèrcit manat pel general Castaños, assistint a la batalla de Bailén i a altres accions fins ascendir a coronel el 1821, en la data del qual es va retirar, tornant a l'Havana i dedicant-se a l'agricultura.
Va publicar:
- Prontuario de la agricultura i El dos de Mayo, llibre considerat com el relat més verídic que existeix d'aquella jornada.